# Насильник на твоём пути
Насильник на твоём пути (исп. Un violador en tu camino) — коллективный протестный перформанс, созданный феминистским коллективом Lastesis в качестве заявления против нарушений прав женщин в контексте гражданских протестов в Чили. Первая постановка произошла 18 ноября 2019 в городе Вальпараисо напротив полицейского участка. Следующая постановка перформанса объединила 2000 чилийских женщин 25 ноября 2019 года в рамках Международного дня борьбы за ликвидацию насилия в отношении женщин. Перформанс был снят на видео и распространён в социальных сетях. Видео оказало международное воздействие. Феминистские движения в десятках стран перевели и адаптировали перформанс, чтобы сопровождать свои протесты и требовать от властей действий для прекращения эпидемии фемицида и сексуального насилия и прочих видов насилия по признаку пола.

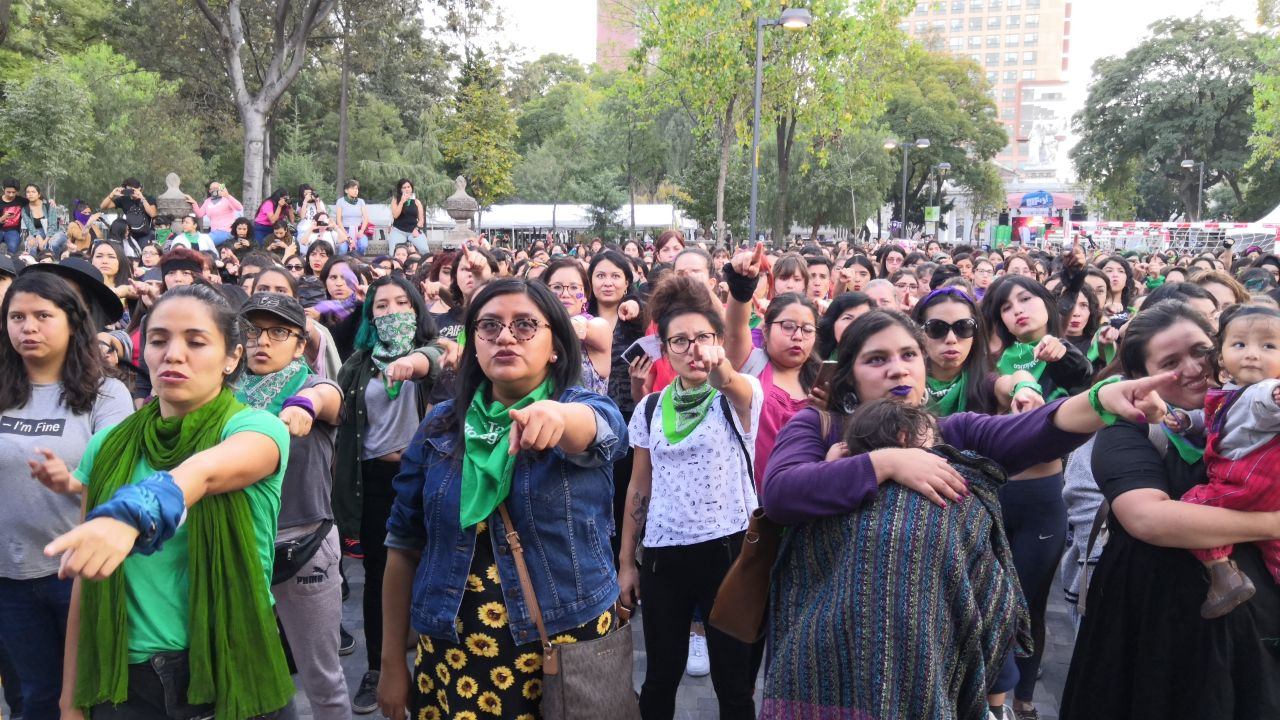
Перформанс в Мексике

## Описание
Перформанс создан коллективом LASTESIS: Леа Касерес, Паула Комета, Сибила Сотомайор и Дафне Вальдес.
Это уличный перформанс, исполняемый женщинами всех возрастов с глазами завязанными чёрной тканью и с зелёным платком на шее — символом борьбы за декриминализацию аборта. Исполнительницы выстраиваются в шеренги и исполняют символические хореографические движения и произносят речитативом песню критикующую патриархат и основные формы насилия в отношении женщин — такие как домогательства, сексуальное насилие и изнасилования, фемицид, похищение — и отсутствие справедливости, критикуя общество, исполнительную и судебную власть, правительство за бездействие перед лицом массовых преступлений. Протестующие указывают на них пальцем как на соучастников фемицида со словами «насильник — это ты».
Одна из последних строф — пародия на гимн чилийских полицейских; Название перформанса «Насильник на твоём пути» отсылка к слогану «Друг на твоём пути», который использовался в качестве слогана полицейской кампании в 1990-е годы.
Создательницы текста песни изучили различные исследования феминисток, в том числе Риту Сегато и основали на этом исследовании текст, создав художественный ресурс, который позволял легко донести до публики основные положения феминизма и его требования; отсюда и произошло название коллектива, Lastesis (Тезис).
Для того чтобы поддержать воспроизведение перформанса в других городах и частях света коллектив создал видео с объяснением хореографии на YouTube и в Instagram.

### Слова
В текст включены фразы, связанные с сексуальными домогательствами и насилием в отношении женщин, такие как «И вина здесь не моя, ни где я была, ни в чём была одета» и «Насильник — это ты». В своём тексте группа указывает на различные ведомства государства, ответственного за дискриминацию женщин. В оригинальной версии использован термин «pacos/менты», показывающий уничижительное отношение к полиции Чили. Строки гимна полиции цитируются иронически: «Спи спокойно, невинная девушка, не беспокоясь о бандите, за твоими сладкими и радостными мечтами следит твой любимый полицейский». Высказывание заканчивается фразой «Государство угнетатель — это мачист насильник» — «El Estado opresor es un macho violador» в оригинале.

### Переводы
Тексты песен были адаптированы и переведены на разные языки, такие как мапуче, португальский, греческий, баскский, каталанский, галисийский, астурийский, немецкий, хинди, французский, английский, турецкий, арабский и язык куско кечуа. Перформанс также был адаптирован для языка жестов.

## Хронология
Работа над перформансом проходила в течение полутора лет. Дафне Вальдес и Сибила Сотомайор (исполнительское искусство), Паула Комета (история дизайна) и Леа Касерес (дизайн костюма) создавали его как часть театральной постановки про изнасилования. На фоне социальной ситуации и массовых гражданских протестов в Чили в октябре 2019 года постановка изменила концепцию.
18 ноября 2019 года коллектив Lastesis выступил с первым перформансом «Насильник на твоём пути» перед полицейским участком в Вальпараисо, протестуя против нарушений прав женщин со стороны государства, военных и полиции перед лицом величайшего кризиса демократии в этой стране.
25 ноября эта песня стала массовой в Чили, когда более 2000 протестующих исполнили её перед Дворцом судов и правосудия и на Пасео Аумада, чтобы осудить гендерное насилие, совершаемое институтами чилийского государства. Видео, записанное профессором Университета Чили, быстро достигло миллионов просмотров.
Новая массовая акция протеста «Насильник на твоём пути» прошла 28 ноября перед зданием Министерства по делам женщин и гендерному равенству правительства Чили с требованием отставки её главы Изабель Пла, которая не предпринимала чётких действий для урегулирования проблемы нарушения прав человека по отношению к женщинам во время социального кризиса. В ходе постоянного протеста на площади Бакедано (переименованной протестующими в площадь Достоинства) также прошёл массовый перформанс.
В Национальный день борьбы с фемицидом 19 декабря 2019 года студентки медицинского факультета Чилийского университета почтили память Хавьеры Рохас, студентки и фольклористки, убитой несколькими днями ранее.
3 декабря 2019 года к участию в перформансе были приглашены только женщины старше 40 лет. Постановка состоялась у ворот Национального стадиона, помещения которого использовалось в качестве центра содержания под стражей и пыток во время военной диктатуры Пиночета.
Коллектив Lastesis призвал к глобальным действиям, используя своё творение.
По всему объединения и коллективы феминисток организуют акции протеста основанные на этом перформансе, используя или адаптируя оригинальный текст в своём собственном контектсте.

## Социальное воздействие

### Перформанс в России
Слово 2019 года в России: фемицид .
В России нет официальной статистики по проблеме фемицида. Данные собирают активистки на основе анализа случаев, попавших в СМИ. За 2019 год зафиксировано 1461 убийство ненависти. Домашнее насилие декриминализированно в 2017 году.
7 марта 2020 года перформанс «Насильник это ты» прошел в Москве в гайд-парке Сокольники.
8 марта 2020 года состоялась постановка на Марсовом поле в Санкт-Петербурге.

### Международная солидарность
- Мексика В результате акции протеста глава правительства выразила солидарность с протестующими, совершившими и указала, что её правительство работает над тем, чтобы гарантировать справедливость в отношении женщин.[7]
- Испания: Перформанс исполняли сотни людей в таких городах, как Мадрид, Севилья, Барселона. Протест против обвинения жертвы нашёл большой отклик. В Стране Басков он был исполнен на баскском языке. В Валенсии был исполнен на кастильском, валенсийском, русском и на языке жестов[8]
- Перу: 7 декабря 2019 года в Лиме перед приходом Чудотворной Богородицы собралось более 300 женщин. Им противостояла группа христиан, которые собрались чтобы молиться и славить Христа. Демонстрация, цель которой состояла в том, чтобы выразить протест и повысить осведомлённость о сексуальном насилии, сексуальных домогательствах и убийствах женщин в Перу, стала национальной и международной новостью. Несколько женщин носили транспаранты с именами жертв фемицида в Перу, например Эйви Агреда, 22-летняя женщина, которая умерла в 2018 году после того, как мужчина облил её горючим и поджёг, когда она находилась в автобусе в том же районе, где проходила демонстрация. Версия выступления со словами песни на языке кечуа была исполнена в Куско.
- Турция: 8 декабря 2019 в Стамбуле были арестованы 7 активисток в результате исполнения перформанса на демонстрации. Они были обвинены в «преступлении против государства» за пение «насильник — это ты, убийца — это ты, это менты, судьи, государство, президент». Через 80 дней в знак протеста против обвинения группа депутаток спела песню в Национальном Собрании Турции, в то время как другая группа демонстрировала фотографии женщин, убитых их партнёрами. Впоследствии, сотни женщин вышли на площадь Босфора в Стамбуле чтобы повторить перформанс, на этот раз без вмешательства полиции и задержаний.
- Индия: 27 ноября стало известно, что 26-летняя работница ветеринарной службы была подвергнута групповому изнасилованию, а затем убита, а её тело сожжено бензином. Несколько дней спустя, согласно сообщениям, ещё одна 23-летняя женщина была убита и подожжена группой мужчин, когда она направлялась в суд для дачи показаний по её собственному делу об изнасиловании, которое произошло годом ранее. В связи с этим в адаптацию слов перформанса для языка хинди были добавлены строфы, характеризующие местную культуру: «во имя касты, во имя религии мы исчезаем, нас эксплуатируют, мы несём бремя изнасилования и насилия в наших телах».
- Бразилия: В бразильская версии текста была дополнена требованием справедливого суда по делу об убийстве государственными агентами Мариэль Франко — социолога, феминистки, деятельницы политики и правозащитницы. 14 марта 2018 перформанс объединил 50 000 манифестирующих в Рио-де-Жанейро и ещё 30 000 — в Сан-Паулу.
- Кипр: Группа из 25 протестующих произвела перформанс у стен суда в конце декабря 2019 года, после того как кипрское правосудие назвало ложью заявление жертвы группового изнасилования.
- США: 10 января 2020 года в Нью-Йорке, у входа в комплекс, где проходил судебный процесс по делу Харви Вайнштейна, обвиняемого в изнасиловании, активистки исполнили перформанс «Насильник на твоём пути».
- Кыргызстан: 8 марта 2020 года в Бишкеке феминистки выкрикивали слова из песни LasTesis во время нападения полиции и внутри полицейского участка[9]. 12 декабря 2020 года перформанс был исполнен в Бишкеке во время марша против гендерного насилия и судебного произвола[10].
- Республика Беларусь: 16 января 2021 перформанс прошёл в Минске. Интерпретация белорусок привлекала внимание к проблеме массовых задержаний в ходе протестов в стране, присутствовали фото политических деятельниц, оппозиционных Лукашенко, свобода которых была ограничена: Марии Колесниковой, Катерины Борисевич, Ольги Класковской и других.[11]